# Heartless (canção de The Weeknd)
"Heartless" é uma canção do cantor canadense The Weeknd, gravada para o seu quarto álbum de estúdio After Hours (2020). Foi composta e produzida pelo próprio em conjunto com Metro Boomin e Illangelo, com escrita adicional de Andre Proctor. A faixa foi lançada em 27 de novembro de 2019, através das gravadoras XO e Republic, servindo como single inicial do disco em conjunto com "Blinding Lights".

## Antecedentes e lançamento
The Weeknd mencionou pela primeira vez que estava trabalhando em um novo álbum em novembro de 2018, quando, numa performance realizada em Toronto, disse à plateia que "o capítulo VI estava chegando em breve". Após o lançamento de faixas colaborativas ao longo de 2019, em 6 de agosto, ele garantiu ainda mais aos fãs que estava trabalhando em seu quarto álbum de estúdio. Depois de um período de ausência das redes sociais, em 24 de novembro, a canção "Blinding Lights" foi revelada através de um comercial da Mercedes-Benz, exibido na TV alemã, cujo lançamento estava marcado para o dia 29. Com relatos de "Heartless" surgindo um dia depois, junto com a capa vazando na Internet, esta foi oficialmente lançada em 27 de novembro de 2019 para download digital e streaming, através das gravadoras XO e Republic como o primeiro single do disco, sendo também enviada para rádios rhythmic estadunidenses em 3 de dezembro.

## Faixas e formatos
| CD single / download digital / streaming / vinil |             |         |  |
| N.º                                              | Título      | Duração |  |
| 1.                                               | "Heartless" | 3:21    |  |

## Créditos
Lista-se abaixo os profissionais envolvidos na elaboração de "Heartless", de acordo com o serviço de streaming Tidal:
| - The Weeknd: composição, produção, teclados, programação - Metro Boomin: composição, produção, teclados, programação - Illangelo: composição, produção, teclados, programação, engenharia, mixagem - Andre Proctor: composição | - Shin Kamiyama: engenharia - Dave Kutch: masterização - Kevin Peterson: masterização |

## Desempenho nas tabelas musicais
| Tabela musical (2019)                                  | Melhor posição |
| ------------------------------------------------------ | -------------- |
| Alemanha (Media Control Charts)                        | 36             |
| Austrália (ARIA Charts)                                | 10             |
| Austrália (ARIA Urban Singles Chart)                   | 4              |
| Áustria (Ö3 Austria Top 40)                            | 44             |
| Bélgica (Ultratop 50 de Flandres)                      | 49             |
| Bélgica (Ultratop Urban de Flandres)                   | 11             |
| Bélgica (Ultratip da Valônia)                          | 7              |
| Bélgica (Ultratop Urban da Valônia)                    | 24             |
| Canadá (Canadian Hot 100)                              | 3              |
| Escócia (The Official Charts Company)                  | 57             |
| Eslováquia (IFPI Slovenská Republika)                  | 3              |
| Estados Unidos (Billboard Hot 100)                     | 1              |
| Estados Unidos (Top R&B/Hip-Hop Songs)                 | 1              |
| Estados Unidos (Rhythmic Songs)                        | 1              |
| Estados Unidos (Pop Songs)                             | 6              |
| Estados Unidos (Adult Pop Songs)                       | 40             |
| Finlândia (IFPI Finlândia)                             | 9              |
| França (Syndicat National de l'Édition Phonographique) | 123            |
| Hungria (Magyar Hanglemezkiadók Szövetsége)            | 28             |
| Irlanda (Irish Recorded Music Association)             | 13             |
| Itália (Federazione Industria Musicale Italiana)       | 79             |
| Malásia (Recording Industry Association of Malaysia)   | 17             |
| Noruega (VG-lista)                                     | 17             |
| Nova Zelândia (NZ Top 40 Singles)                      | 13             |
| Países Baixos (MegaCharts)                             | 30             |
| Portugal (Associação Fonográfica Portuguesa)           | 16             |
| Reino Unido (UK Singles Chart)                         | 10             |
| Reino Unido (UK R&B Singles Chart)                     | 3              |
| Chéquia (IFPI Česká Republika)                         | 9              |
| Romênia (Airplay 100)                                  | 75             |
| Suécia (Sverigetopplistan)                             | 27             |
| Suíça (Schweizer Hitparade)                            | 16             |

| País (Empresa)        | Certificação |
| --------------------- | ------------ |
| Canadá (Music Canada) | Platina      |

## Histórico de lançamento
| Região         | Data                   | Formato(s)                  | Gravadora(s) |
| -------------- | ---------------------- | --------------------------- | ------------ |
| Mundo          | 27 de novembro de 2019 | Download digital, streaming | XO, Republic |
| Itália         | 29 de novembro de 2019 | Rádios mainstream           | Universal    |
| Reino Unido    | 29 de novembro de 2019 | Rádios mainstream           | XO, Republic |
| Reino Unido    | 29 de novembro de 2019 | Rádios rhythmic             | XO, Republic |
| Países Baixos  | 30 de novembro de 2019 | Rádios mainstream           | Universal    |
| Estados Unidos | 3 de dezembro de 2019  | Rádios mainstream           | XO, Republic |
| Estados Unidos | 3 de dezembro de 2019  | Rádios rhythmic             | XO, Republic |